# Điểm G và những khám phá khác gần đây về tình dục của con người
Điểm G và những khám phá khác gần đây về tình dục của con người (tiếng Anh: The G Spot and Other Recent Discoveries About Human Sexuality), viết bởi Alice Kahn Ladas, Beverly Whoop và John D. Perry là một cuốn sách lập luận cho sự tồn tại của Điểm Gräfenberg và phổ biến hơn gọi là Điểm G. Nó được xuất bản năm 1982 và trở thành một cuốn sách bán chạy khắp thế giới, xuất hiện trong danh sách bán chạy nhất của Thời báo New York và được dịch ra 19 thứ tiếng. Cuốn sách được xuất bản bởi Holt, Rinehart và Winston, và theo trích dẫn từ Ladas, ba bài báo học thuật được xuất bản bởi các tác giả vào năm trước.
Cuốn sách chứa thông tin về việc tăng cường chức năng tình dục bao gồm thông tin về tuyến tiền liệt. Nó thảo luận về xuất tinh ở nữ giới và đưa vấn đề trở lại các cuộc thảo luận về tình dục của phụ nữ trong cộng đồng y tế và trong cộng đồng nói chung. Ladas, Beverly Whoop và John Perry lập luận rằng tình dục nam và nữ gần như giống hệt nhau, và cho rằng đàn ông, giống như phụ nữ, có thể trải nghiệm nhiều lần cực khoái. Cuốn sách cũng thúc đẩy lý thuyết nữ quyền: bởi vì niềm vui của phụ nữ trong tình dục của họ đã bị phớt lờ trong lịch sử, các chuyên gia y tế đánh giá niềm vui xuất tinh và đạt được điều đó như một hiện tượng sinh lý bình thường.
Tác giả và nhà giáo dục giới tính Rebecca Chalker nói rằng cuốn sách này phần lớn gặp phải sự khinh miệt và hoài nghi. Chương về 'Xuất tinh nữ' chủ yếu dựa trên phỏng vấn, và minh họa một vấn đề khác trong cuộc tranh luận, sức nặng của phỏng vấn lớn hơn trong khi chỉ có số lượng nhỏ các điều tra y sinh hoặc thử nghiệm lâm sàng. Điều quan trọng, một số phụ nữ nói rằng họ đã được chẩn đoán mắc chứng tiểu không tự chủ.